# Liste der Baudenkmale in Koserow
In der Liste der Baudenkmale in Koserow sind alle denkmalgeschützten Bauten der Gemeinde Koserow auf der Insel Usedom (Mecklenburg-Vorpommern) und ihrer Ortsteile aufgelistet. Grundlage ist die Veröffentlichung der Denkmalliste des Landkreises Ostvorpommern mit dem Stand vom 30. Dezember 1996. 

## Baudenkmale nach Ortsteilen

### Koserow
| ID | Lage                                | Bezeichnung                                                                          | Beschreibung | Bild           |
| -- | ----------------------------------- | ------------------------------------------------------------------------------------ | --- | -------------- |
|    | Am Bahnhof / B 111 (Karte)          | Bahnhof mit Nebengebäude und Vorplatz                                                | | Weitere Bilder |
|    | Förster-Schrödter-Straße 39 (Karte) | Waldschloß Parow                                                                     | |                |
|    | Hauptstraße 5 (Karte)               | Kurverwaltung                                                                        | |                |
|    | Hauptstraße 37 (Karte)              | Wohnhaus und Scheune                                                                 | |                |
|    | Hauptstraße 51 (Karte)              | Wohnhaus                                                                             | |                |
|    | Hauptstraße 53 (Karte)              | Wohnhaus                                                                             | |                |
|    | Hauptstraße (Karte)                 | Kriegerdenkmal                                                                       | | Kriegerdenkmal |
|    | Schulstraße (Karte)                 | Kirche, mit Friedhof, Mauer, Portal und dem Kopfsteinpflaster der umlaufenden Straße | Frühgotischer, einschiffiger Backsteinbau vom 13. Jahrhundert, davon Teile vom Chor erhalten; Erweiterungen sowie 2-gesch. Turm mit Satteldach vom 15. Jh., Innen: gewölbte Holzbalkendecke und Empore von 1897; Renovierungen von 1897 und 1977 | Weitere Bilder |

### Lüttenort
| ID | Lage    | Bezeichnung                               | Beschreibung | Bild           |
| -- | ------- | ----------------------------------------- | ------------ | -------------- |
|    | (Karte) | Atelier des Malers Otto Niemeyer-Holstein |              | Weitere Bilder |

## Quelle
- Bericht über die Erstellung der Denkmallisten sowie über die Verwaltungspraxis bei der Benachrichtigung der Eigentümer und Gemeinden sowie über die Handhabung von Änderungswünschen (Stand: Juni 1997; PDF, 934 kB)